# 創学館高等学校

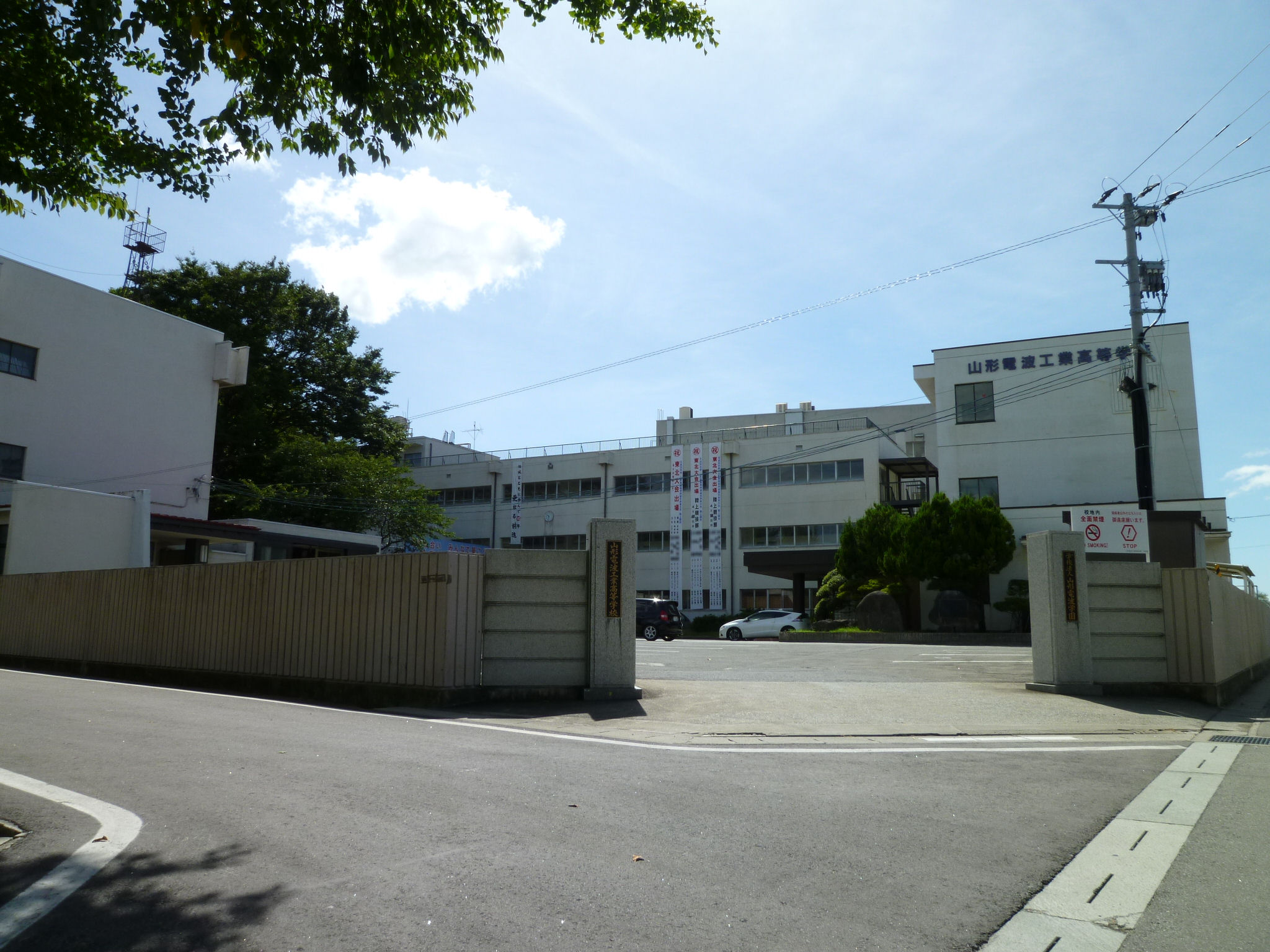
山形電波工業高等学校時代

創学館高等学校（そうがくかんこうとうがっこう、Sogakukan High School）は、山形県天童市に位置する私立工業高等学校。学校法人山形電波学園が運営する。平成30年4月1日、校名を山形電波工業高等学校から創学館高等学校に改称。

## 設置学科
- 全日制課程
  - やまがた創造工学科（2年より各コースに分かれる）
    - 電気エネルギーコース（電気工学・自動車工学）
    - 電子機械システムコース（メカトロニクス・ロボット制御）
    - 情報メディアコース（情報通信・マルチメディア）
    - 住環境デザインコース（建築学・土木工学）

## 沿革
- 1953年6月1日 - 山形高等無線通信学校設立。
- 1956年3月28日 - 山形市城北396に山形高等電波学校設立（各種学校認可）。
- 1961年3月25日 - 学校法人山形電波学園・山形電波工業高等学校設立認可、電気通信科設置。
- 1962年4月1日 - 山形市末広町6の仮校舎より天童市大字清池556の現在地に校舎新築移転、電子工学科設置。
- 1965年4月1日 - 電気科設置。
- 1966年4月1日 - 土木科設置。
- 1967年4月1日 - 建築科設置。
- 1973年4月1日 - 電気通信科を通信工学科と改称。
- 1984年4月1日 - 情報技術科設置、通信工学科募集停止。
- 1986年3月31日 - 通信工学科を廃科。
- 2009年4月1日 - やまがた創造工学科設置。
- 2011年3月31日 - 情報技術科，電子工学科，電気科，土木科，建築科を廃科。
- 2017年4月1日 ‐ 体育館を改築し、使用開始。
- 2018年4月1日 - 校名を創学館高等学校に変更。

## 行事
- 創学祭（電波高校の頃は、電工祭）学園祭
- 駅伝大会

## 部活動

### 運動部
- 野球部
- サッカー部
- バスケットボール部
- バレーボール部
- 陸上競技部
- ソフトテニス部
- 卓球部
- 柔道部
- 剣道部
- ボウリング部

### 文化部
- 書道部
- コンピューターシステムクラブ（CSC）
- モノづくり倶楽部
- 吹奏楽部
- 軽音楽部
- 華道部

### 愛好会
- インターアクトクラブ
- 将棋愛好会

### 過去にあった部活動
- 自転車競技部
- ハンドボール部

## 主な出身者
- 齋藤登志信 - 競輪選手
- 土井雪広 - ロードレース(自転車競技)
- 大石奈緒 - プロボウリング選手（元全日本ナショナルチームメンバー）